# Brad Thorn
Pour les articles homonymes, voir Thorn.

a Compétitions nationales et continentales officielles uniquement.

b Matchs officiels uniquement.
Dernière mise à jour le 29 janvier 2015.
Bradley Carnegie Thorn, plus connu sous le nom de Brad Thorn, né le 3 février 1975 à Mosgiel dans la banlieue de Dunedin, est un joueur néo-zélandais de rugby à XIII puis de rugby à XV. Il évoluait au poste de seconde ligne (1,95 m - 116 kg).
Cet avant a la particularité d'avoir été international australien en rugby à XIII et d'être international néo-zélandais en rugby à XV. Extrêmement athlétique (un des plus forts de l'équipe des All Blacks de la fin des années 2000), exceptionnellement endurant, ses qualités sont celles d'un combattant du « tight five » (le cinq de devant) : puissance, rudesse et agressivité. Il est apprécié pour son rendement infatigable dans le combat, sa sûreté de mains et ses qualités de défenseur. Sa force de pénétration est souvent utile pour donner de l'élan à son équipe. Il est devenu en 2011 le plus vieux joueur à remporter une Coupe du monde de rugby à XV, tournoi dans lequel il a joué tous les matchs.

## Biographie

### En club
Né en Nouvelle-Zélande, Brad Thorn déménage en Australie à l'âge de 9 ans et pratique le rugby à XIII. En 1994, il fait ses débuts professionnels avec les Brisbane Broncos dans le championnat du New South Wales Rugby League. Avec les Broncos, il remporte trois titres de champion en National Rugby League en 1997 (lorsque cette compétition s'appelait la Super League, 1998 et 2000. À partir de 1996, il est régulièrement sélectionné dans la province des Queensland Maroons pour disputer le State of Origin qu'il remportera à deux reprises en 1998 et 1999. En 1997, il est sélectionné avec les Kangaroos, l'équipe d'Australie de rugby à XIII et dispute notamment trois test-matchs contre la Nouvelle-Zélande en 1998.
En 2000, Brad Thorn quitte l'Australie et le rugby à XIII pour rejoindre la Nouvelle-Zélande et le rugby à XV. Il signe avec la province de Canterbury et remporte le National Provincial Championship en 2001. Il est sélectionné pour disputer le Super 12 avec la franchise des Canterbury Crusaders. Après avoir disparu des terrains en 2002, il fit un retour surprise l'année suivante dans le Super 12 avec les Crusaders.
En 2004, Thorn joue le Super 12 avec les Crusaders, puis repart jouer au rugby à XIII en Australie avec les Brisbane Broncos car il n'était plus retenu par le nouveau sélectionneur néo-zélandais. En 2006, il remporte une nouvelle fois la National Rugby League. En 2008, il retrouve de nouveau les Canterbury Crusaders et, est, à nouveau sélectionné avec les All Blacks.
En mars 2012, toujours en quête de titres, Brad Thorn signe un contrat de trois mois (dans le cadre d'un prêt de son nouveau club japonais les Fukuoka Sanix Blues) dans la province irlandaise du Leinster, afin d'éventuellement remporter la Rabo Pro12 Celtique ainsi que la prestigieuse Heineken Cup européenne. Pari gagnant, puisqu'il joue l'intégralité de la finale de H Cup au cours de laquelle le Leinster surclasse l'Ulster et remporte son troisième titre européen.
En 2013, il rentre en Nouvelle-Zélande et joue deux saisons avec la province des Highlanders. En 2014, il revient en Europe et s'engage un an avec les Leicester Tigers. En fin de saison 2015, il choisit de mettre un terme a sa carrière à l'âge de 40 ans. Il rechausse cependant brièvement les crampons l'année suivante en NRC, avec l'équipe de Queensland Country qu'il entraîne alors.

### En équipe nationale
À la fin de l'année 2001, il est convoqué pour jouer avec l'équipe de Nouvelle-Zélande mais décline l'offre, étant peu sûr de son avenir dans le rugby à XV néo-zélandais. En 2002, il est convoqué avec les All Blacks pour jouer contre les équipes du Pays de Galles et de France, Afrique du Sud, Australie. Il participa ensuite à sept matchs de la coupe du monde de 2003, dont le match gagné contre la France pour la troisième place (il a marqué un essai pendant ce match). En 2011, il est retenu pour participer à la Coupe du monde de rugby à XV 2011. Il dispute tous les matchs de son équipe, marquant notamment un essai en quart de finale contre l'Argentine qui fait de lui le All Black le plus âgé à marquer dans une rencontre internationale. En remportant la finale contre la France, il devient à 36 ans et 262 jours le plus vieux joueur à remporter la Coupe du monde de rugby à XV. Brad Thorn participe également à cinq éditions du Tri-nations en 2003, 2008, 2009, 2010 et 2011.

## Statistiques

### En équipe nationale
Entre 2003 et 2011, Brad Thorn dispute 59 matchs avec l'équipe de Nouvelle-Zélande au cours desquels il marque 4 essais (20 points). Il participe notamment à cinq tournois des Tri-nations (2003, 2008, 2009, 2010 et 2011) et à deux coupes du monde (2003 et 2011) pour un total de quatorze rencontres disputées en deux participations.

## Palmarès

### Rugby àXIII
- Trois fois vainqueur de la National Rugby League avec les Brisbane Broncos (1998, 2000 et 2006)
- Onze sélections avec les Queensland Maroons (1996-2000 et 2005)
- Trois tests avec les Kangaroos en 1998

### Rugby àXV
- Vainqueur de la Coupe d'Europe 2012 avec le Leinster
- Finaliste du Pro12 en 2012 avec le Leinster
- Vainqueur de la Coupe du monde 2011
- Troisième à la Coupe du monde de 2003
- Vainqueur du Tri-Nations 2003, 2008, 2010
- Vainqueur du Super 14 avec les Canterbury Crusaders en 2008
- Finaliste du Super 15 avec les Canterbury Crusaders en 2011
- Vainqueur du National Provincial Championship avec les Crusaders en 2001 et 2004
- Nombre de tests avec les Blacks : 59
- Nombre total de matchs avec les Blacks : 60[8]
- Nombre de points avec les Blacks : 20 (4 essais)
- Première cape : 21 juin 2003